# 1592 en France
Chronologie de la France
- 1588
- 1589
- 1590
- 1591
- 1592
- 1593
- 1594
- 1595
- 1596

## Événements
- 5 février : combat d’Aumale. Henri IV est blessé[1].
- 11 février : le duc de la Valette est tué au siège de Roquebrune-sur-Argens (Var)[2]. Le duc de Lesdiguières passe du Dauphiné en Provence pour chasser le duc de Savoie.

- 4 avril : par une déclaration connue sous le nom d’« Expédient », Henri IV annonce son intention d’être instruit dans la religion catholique[3].
- 20 avril : Alexandre Farnèse, duc de Parme, contraint Henri IV à lever le siège de Rouen. Charles de Mayenne entre dans la ville[4].
- 24 avril : le duc de Parme est blessé à Caudebec[5], qui capitule le lendemain[6].

- 12-15 mai : retraite des Ligueurs et des Espagnols en Normandie. Enfermés dans le Pays de Caux (30 avril), et battus à Yvetot par les armées royales, ils passent la Seine le 14 mai ; le 15, Henri IV est à Caudebec-en-Caux ; Alexandre Farnèse se retire aux Pays-Bas[6].
- 23 mai : échec des royaux à la bataille de Craon contre le duc de Mercœur pour le contrôle de la Bretagne[7].

- 2 juin : les armées protestantes du duc de Lesdiguières échouent à prendre Vence[8].

- 10 juillet : le duc de Nemours, gouverneur du Lyonnais, s’empare de Vienne au nom de la Ligue[9].
- 30 juillet : des soldats du duc de Savoie partis de Nice du 11 au 13 juin passent le Var et prennent Cagnes[8].

- 7 août : le duc de Savoie reprend Antibes et la met à sac[9].

- 10 septembre : le duc de Joyeuse assiège Villemur-sur-Tarn, aux mains des Protestants[10].
- 26 septembre : le duc de Lesdiguières entre en Piémont et s’empare des places de La Pérouse (2 octobre) de Briqueras et de Cavour (6 décembre)[11].

- 7 octobre : Henri IV envoie le marquis de Pisani, accompagné du cardinal de Gondi, en ambassade auprès du pape[12].
- 19 octobre : défaite et mort de Joyeuse à Villemur-sur-Tarn[10].
- 23 octobre : à Paris, le parlement rend un verdict indulgent au procureur François Brigard, accusé d’avoir correspondu avec Henri IV.
- 28 novembre : Charles de Mayenne entre dans Paris et fait pendre au Louvre quatre ligueurs compromis dans l’affaire Brisson.

- 2 décembre : mort du duc de Parme à Arras[5].
- 6 décembre : la garnison savoyarde d’Antibes capitule devant le duc d’Épernon, nouveau gouverneur de Provence pour le roi. Les troupes royales investissent ensuite le fort qui est pris le 23 décembre[8].

- L’ingénieur Claude Ravel est chargé de l’asséchement de l’étang de Clausonne (commune de Lédenon) en Bas-Languedoc[13].
- Arrivée des Ursulines à Aix-en-Provence[14].

## Naissances en 1592
- x

## Décès en 1592
- 13 septembre : Michel de Montaigne, écrivain, philosophe et humaniste français.